# Li Xiaoping
Li Xiaoping (chinois : 李小平, né le 19 septembre 1962) était un gymnaste chinois. Il a été champion du monde au cheval d'arçons.

## Biographie
Il est le beau-père du gymnaste Li Xiaopeng.

## Palmarès

### Jeux olympiques
- Los Angeles 1984
  -  médaille d'argent par équipe.

### Championnats du monde
- Moscou 1981
  -  médaille d'or au cheval d'arçons.
  -  médaille de bronze par équipe.

- Budapest 1983
  -  médaille d'or par équipe.
  -  médaille d'argent au cheval d'arçons.